# Liparis latifrons
Liparis latifrons és una espècie de peix pertanyent a la família dels lipàrids.
Fa 23,3 cm de llargària màxima. És un peix marí, demersal i de clima polar que viu entre 0-360 m de fondària (normalment, entre 65 i 178). Es troba al nord i l'oest del mar d'Okhotsk i l'estret de Tartària. És inofensiu per als humans.